# Anna Maria Sandri
Pour les articles homonymes, voir Sandri.
Anna Maria Sandri est une actrice italienne née à Rome le 10 août 1936. 

## Biographie
Après un rôle de figuration en 1942, Anna Maria Sandri commence véritablement sa carrière d'actrice en 1952 en jouant dans le drame sentimental Qui est sans péché ? (Chi è senza peccato...) de Raffaello Matarazzo, réalisé d'après le roman Geneviève, histoire d'une servante d'Alphonse de Lamartine. 
En 1953, elle incarne une jeune étudiante originaire des Pouilles dans la comédie dramatique L'Amour au collège (Terza liceo) de Luciano Emmer. Elle joue également dans le film d'aventures Le Capitaine fantastique (Capitan Fantasma) de Primo Zeglio aux côtés de Frank Latimore, Maxwell Reed (en) et Paola Barbara.
Pour Claude Autant-Lara, elle tourne en 1954 dans le drame franco-italien Le Rouge et le Noir réalisé d'après le roman éponyme de Stendhal.
En 1955, elle partage l'affiche du film d'aventures franco-italien Fortune carrée (Shaitan, il diavolo avventuroso) de Bernard Borderie avec Folco Lulli et Pedro Armendáriz, adaptation du roman éponyme de Joseph Kessel. 
Elle se retire en 1956 après une dernière apparition dans Le Secret des tentes noires (The Black Tent) de Brian Desmond Hurst.

## Filmographie
- 1942 : Son enfant (La morte civile) de Ferdinando Maria Poggioli
- 1952 : Qui est sans péché ? (Chi è senza peccato...) de Raffaello Matarazzo : Lisetta Dermoz
- 1953 : La Marchande d'amour (La provinciale) de Mario Soldati
- 1953 : L'Amour au collège (Terza liceo) de Luciano Emmer : Teresa Di Lieto
- 1953 : Le Capitaine fantastique (Capitan Fantasma) de Primo Zeglio : Consuelo
- 1954 : Le Rouge et le Noir de Claude Autant-Lara : Elisa
- 1955 : Fortune carrée (Shaitan, il diavolo avventuroso) de Bernard Borderie : Yasmina
- 1955 : Courte tête de Norbert Carbonnaux : une servante
- 1956 : Le Secret des tentes noires (The Black Tent) de Brian Desmond Hurst : Mabrouka

## Source
- (it) Roberto Poppi et Enrico Lancia, Le attrici : dal 1930 ai giorni nostri, Rome, Gremesse, 2003, 379 p. (ISBN 978-88-8440-214-1).